# NGC 1194
NGC 1194 este o galaxie seyfert de tip 2⁠(d) situată în constelația Balena. A fost descoperită în 23 noiembrie 1883 de către Édouard Stephan⁠(d). Se află la o distanță de 56,9 de megaparseci de Pământ.